# Peter Olofsson
Peter Olofsson (Vännäs, 11 novembre 1975) è un ex calciatore svedese, di ruolo attaccante.

## Carriera

### Club
Olofsson giocò nel Vännäs AIK, per poi passare all'Umeå. Nel 2000 si trasferì al Bryne, per cui esordì nell'Eliteserien in data 2 luglio: subentrò infatti a Kai Ove Stokkeland nella sconfitta per 3-0 in casa del Viking. Il 23 luglio trovò il primo gol, nella sconfitta per 2-3 contro il Tromsø. Nel 2003 tornò in Svezia, al GIF Sundsvall. Dal 2006 al 2007 fu in forza all'Häcken. Giocò poi nello Skottfint, club minore della città di Göteborg.